# Pierre Nougué
 (août 2019).
Si vous disposez d'ouvrages ou d'articles de référence ou si vous connaissez des sites web de qualité traitant du thème abordé ici, merci de compléter l'article en donnant les références utiles à sa vérifiabilité et en les liant à la section « Notes et références ».
Pierre Nougué est un entrepreneur français né le 4 janvier 1963 à Cherbourg.
Il a cofondé et dirige Ecosys Group, entreprise spécialisée dans l’accompagnement à impact positif des transformations humaines, digitales et environnementales des entreprises et des acteurs publics.
Il est également président du Cleantech Open Franceune compétition de startups spécialisées dans les technologies de l’environnement.
Il a cofondé l'association Reporters d’Espoirs et il est vice-président de Citizen Entrepreneurs

## Biographie
Famille et formation - 
Pierre Nougué est né à Cherbourg. Il est le fils du vice-amiral André Nougué et de Janine Nougué.
Marié à Sophie Nougué, il est père de trois enfants : Antoine, Marie, Caroline.
Il est diplômé de l’École de management de Normandie

## Carrière et engagements
Pierre Nougué fait son service militaire au sein de l’École navale à Brest en tant qu’officier de réserve branche INTRA entre 1985 et 1987.
Il crée et développe plusieurs entreprises dans les technologies de l’information et de la communication (TIC), production de contenus et la gestion des données.
Associé et membre du directoire de CRM Company Group, leader de la communication multicanale, cotée sur le marché Alternext en 2006, il quitte ses fonctions opérationnelles fin 2008.
En 2009, désireux de renforcer ses engagements dans l’univers du développement durable et des cleantechs, il devient producteur associé du film documentaire Nous resterons sur Terre, réalisé par Olivier Bourgeois qui réunit l'environnementaliste James Lovelock, le philosophe Edgar Morin et les prix Nobel de la Paix Mikhaïl Gorbatchev et Wangari Maathai.
Il cofonde en 2010, Ecosys Group, entreprise spécialisée dans l'accompagnement à impact positif des transformations humaines, digitales et environnementales des entreprises et des acteurs publics. Dans le même temps, il cofonde Cleantech Open France une compétition de startups spécialisées dans les technologies de l'environnement. La structure est la déclinaison française du concours mondial créé aux États-Unis en 2005.
Il est également, à titre philanthropique, administrateur de Reporters d'Espoirs qu'il a cofondé ainsi que vice-président de Citizen Entrepreneurs avec Grégoire Senthilhes, Ernst&Young, France Invest et Accenture. Il est membre de la Global Entrepreneur Week (GEW).
Il est passionné de mer, marathonien et triathlète.

## Publications/interviews
Pierre Nougué intervient dans de nombreuses manifestations nationales et européennes pour témoigner de l'intérêt des solutions technologiques à impact positif pour participer à la construction d'une société inspirante, inclusive et durable.
En juillet 2019 il est partenaire du programme "La parole aux 18-28" lors des Rencontres économiques d'Aix
Le 2 décembre 2019, il est l'une des 200 personnalités de "La Relève", numéro spécial du quotidien économique Les Échosà la une du cahier Entreprises et Marchés, avec un article intitulé « Transport maritime:la filière se structure pour viser la décarbonation ».